# Washburn University

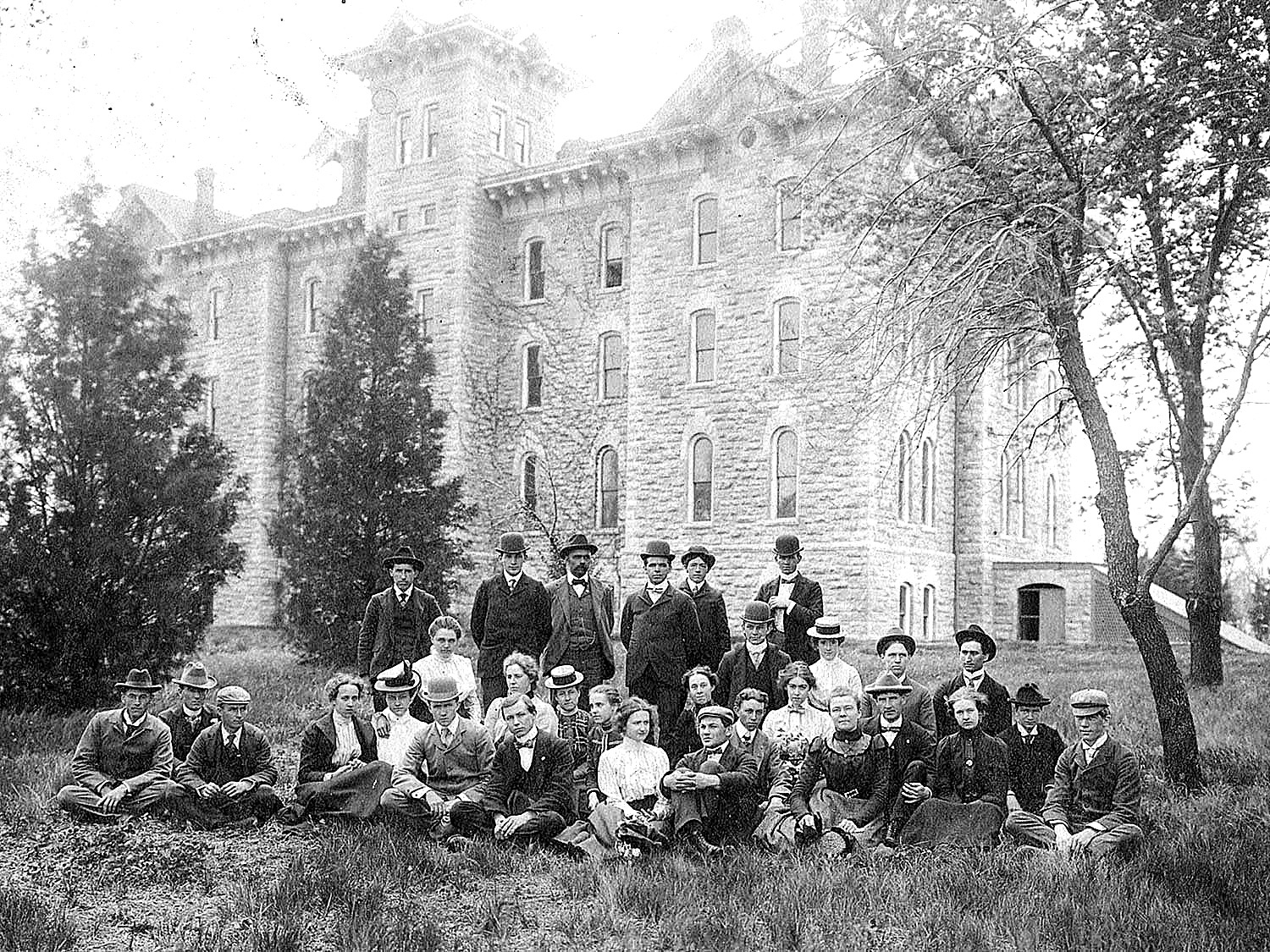
Washburn University turma de 1900.

Washburn University (WU) é uma instituição educacional pública de ensino superior fundada em 1865 em  Topeka no estado do Kansas. Oferece cursos de graduação e pós-graduação, e programas  de especialização profissional em direito e negócios. Conta com 550 membros do corpo docente, que ensinam mais de 6 400 alunos de graduação e cerca de 1 000 alunos de pós-graduação.

## História
A Universidade Washburn foi fundada em fevereiro de 1865 como Lincoln College por uma carta emitida pelo Estado do Kansas e da Associação Geral de Ministros e Igrejas Congregacionais do Kansas em terreno doado pelo abolicionista John Ritchie. A escola foi renomeada Washburn College em 1868 depois de Ichabod Washburn prometeu US $ 25.000 para a escola. Washburn era um diácono da igreja, abolicionista e industrial que residia em Worcester, Massachusetts.
Mascote da Universidade de Washburn, Os Ichabods, honras benfeitor cedo da escola, Ichabod Washburn. O projeto original da figura estudioso aparência, vestida de fraque foi criado em 1938 por Bradbury Thompson (BA-34), que se tornou um artista gráfico internacionalmente aclamado.
Em 1913, o departamento médico da Universidade Washburn fechado. Anteriormente, da Faculdade de Medicina Kansas tornou-se infame em 10 de dezembro de 1895, quando se descobriu que alguns dos corpos utilizados para estudo anatômico tinha sido roubado de cemitérios locais. À medida que a notícia estava sendo impresso (eventualmente em todo o país), o governador chamou tropas estaduais para proteger a escola com medo de um motim. Três dos médicos, incluindo o reitor da escola, e um porteiro / estudante da escola foram presos, assim como um homem e não um membro da escola. As acusações contra os médicos foram dispensados, o zelador foi condenado, mas tinha sua convicção revertida em segunda instância e o homem final foi condenado, mas depois perdoou. 
Durante a Segunda Guerra Mundial, Washburn Municipal University foi uma das 131 faculdades e universidades a nível nacional que participou na Marinha-12 V Programa Training College, que ofereceu aos alunos um caminho para uma comissão da Marinha 
Anteriormente uma universidade municipal, o financiamento principal da universidade foi transferida da cidade de imposto sobre a propriedade do condado de fontes fiscais de vendas em 1999, com o status de retenção escolar como uma subdivisão municipal do estado. Washburn é regido pelo seu próprio nove membros Conselho de Regentes.
Em 08 de junho de 1966, apenas alguns dias depois das aulas foram demitidos durante o verão, a maior parte do campus foi demolida por um tornado, e completamente despida de árvores. Três meses antes do tornado atingiu, o Conselho de Curadores Washburn tinha ressegurado cada edifício no campus para o valor máximo. Uma semana após o tornado atingiu, aulas de verão começou em Topeka West High School. No outono de 1966, Stoffer Hall foi reparado e reboques estavam no local. Demorou anos para reconstruir o campus, com alunos que frequentam aulas de reboques bem no início de 1970.
A WU fornece artes liberais baseadas amplamente e educação profissional, através de mais de 200 certificados, associado, bacharelado, mestrado e programas de Juris Doctor pela Faculdade de Artes e Ciências e as Escolas de Direito, Administração, Enfermagem e estudos aplicados. A universidade é o lar de várias sociedades honra e reconhecimento. As sociedades mais prestigiadas são da Sagamore Society para os homens e NONOSO para as mulheres.

### Rankings
A Universidade Washburn é consistentemente classificada entre as universidades do Centro-Oeste como uma instituição pública independente, avaliada em 7.º no Centro-Oeste entre universidades mestrado público em 2010 pelos EUA News and World Report. Doação de US $ 100 milhões + da University classifica no topo entre as instituições de mestrado em doação por aluno. 

## Faculdade de direito
Formada em 1903  da Faculdade de Direito Washburn foi um dos primeiros no país a ter uma clínica legal em que os alunos são capazes de praticar ativamente a profissão de advogado. Hoje, é uma minoria de escolas de direito de empregar um corpo docente em tempo integral para sua clínica de lei. [Quem?] A Escola Washburn da Lei teve a maior taxa de aprovação da Kansas State Bar Exam de qualquer faculdade de direito no estado de Kansas. [quem?] Os Washburn Lei casas biblioteca mais de 380 mil volumes e é a maior do estado.  Ele foi classificado como um dos 20 melhores bibliotecas da escola de direito no país. Ex-alunos notáveis incluem Bob Dole , Dennis Moore, Kim Phillips, Bill Kurtis e Fred Phelps.
Atletismo 

## Desporto
As equipes atléticas dos homens usam o apelido Ichabods; equipas femininas da escola são conhecidos como Lady Blues. Washburn é um membro da Associação de Atletismo da Mid-America intercolegial e a National Collegiate Athletic Association Divisão II.

## Atrações no campus
KTWU, é a primeira estação de televisão pública em Kansas. KTWU é, uma estação de televisão pública não-comercial autorizada pela Comissão Federal de Comunicações, Washington, D.C. e licenciado para a Universidade Washburn. KTWU começou telecasting 21 de outubro de 1965.
Mulvane Art Museum foi inaugurado em 1924. A coleção permanente do museu, embora de âmbito internacional, destaca o trabalho de artistas de Kansas e Centro-Oeste.
O Observatório abriga um telescópio Warner & Swasey refrator de 1898.